# Friedrichsburg (Weißenbrunn)
Friedrichsburg ist ein Gemeindeteil der Gemeinde Weißenbrunn im Landkreis Kronach (Oberfranken, Bayern).

## Geografie
Das Dorf liegt an der Rodach. Gegen Osten steigt das Gelände zu einer bewaldeten Anhöhe an. Die Bundesstraße 85 führt nach Thonberg (1,2 km südlich) bzw. nach Kronach zur Bundesstraße 173 (1,4 km nördlich).

## Geschichte
Gegen Ende des 18. Jahrhunderts gab es in Friedrichsburg ein Anwesen. Das Hochgericht übte das Rittergut Küps aus. Es hatte ggf. an das bambergische Centamt Kronach auszuliefern. Die Grundherrschaft über das Haus hatte das Rittergut Küps.
Mit dem Gemeindeedikt wurde Friedrichsburg dem 1808 gebildeten Steuerdistrikt Küps und der 1818 gebildeten Ruralgemeinde Thonberg zugewiesen. Am 1. April 1972 wurde Friedrichsburg im Zuge der Gebietsreform in Bayern in Weißenbrunn eingegliedert.

### Einwohnerentwicklung
| Jahr      | 001818 | 001861 | 001871 | 001885 | 001900 | 001925 | 001950 | 001961 | 001970 | 001987 |
| Einwohner | 35     | 54     | 57     | 71     | 94     | 117    | 111    | 91     | 70     | 66     |
| Häuser    | 4      |        |        | 7      | 11     | 14     | 14     | 18     |        | 22     |
| Quelle    | [ 5 ]  | [ 7 ]  | [ 8 ]  | [ 9 ]  | [ 10 ] | [ 11 ] | [ 12 ] | [ 13 ] | [ 14 ] | [ 1 ]  |

## Religion
Die Katholiken waren ursprünglich nach St. Johannes der Täufer (Kronach) gepfarrt, mit der Errichtung der Pfarrei St. Sebastian in Neuses im Jahr 1932 dorthin. Die Protestanten waren ursprünglich nach Weißenbrunn gepfarrt, seit der zweiten Hälfte des 19. Jahrhunderts gehören sie zur Pfarrei Christuskirche (Kronach).